# بلقوس
بلقوس (الاسم العلمي placusa)، جنس من حشرات ينتمي إلى فصيلة الدنيات ورتبة غمديات الأجنحة. وهي صغيرة القد طولها نحو 2 مم. لونها حنطي، تعيش تحت لحاء الأشجار الضعيفة والمريضة.